# Жорж Маршал
Жорж Маршал (на френски: Georges Marchal) е френски актьор.

## Биография
Роден е на 10 януари 1920 година в Нанси. Започва да се снима в киното през 1941 година и в следвоенния период е една от големите звезди на френското кино, наред с Жан Маре, с филми, като „Това се нарича зора“ („Cela s'appelle l'aurore“, 1956), „Смъртта в тази градина“ („La mort en ce jardin“, 1956), „Дневна красавица“ („Belle de jour“, 1967).
Умира на 28 ноември 1997 година в Моран.

## Избрана филмография
| година | филм                         | оригинално заглавие        | роля                          | режисьор                                |
| ------ | ---------------------------- | -------------------------- | ----------------------------- | --------------------------------------- |
| 1956   | Това се нарича зора          | Cela s'appelle l'aurore    | Доктор Валерио                | Луис Бунюел                             |
| 1956   | Смъртта в тази градина       | La mort en ce jardin       | Шарк                          | Луис Бунюел                             |
| 1959   | Зимна ваканция               | Vacanze d'inverno          | Жорж Тардие                   | Камило Мастрочинкуе / Джулиано Карминео |
| 1959   | Момичета на нощта            | Filles de nuit             | Чарли                         | Морис Клоше                             |
| 1959   | Легионите на Клеопатра       | Le legioni di Cleopatra    | Марк Антоний                  | Виторио Котафави                        |
| 1959   | Под знака на Рим             | Nel Segno di Roma          | Марк Валерий, римският консул | Гуидо Бриньоне                          |
| 1967   | Дневна красавица             | Belle de jour              | Херцогът                      | Луис Бунюел                             |
| 1979   | Островът на тридесет ковчега | L'île aux trente cercueils | Антоан д'Ержемон              | Марсел Кравен                           |
| 1985   | Шатовалон                    | Châteauvallon              | Жилбер Босис                  |                                         |